# Gustavo Fernández
Gustavo Daniel Fernández Figueroa (16 febbraio 1952) è un ex calciatore uruguaiano, di ruolo portiere.

## Carriera
Con la Nazionale uruguaiana ha preso parte ai Mondiali 1974.

## Palmarès

### Club
- Campionato uruguaiano: 1

Peñarol: 1982

### Nazionale
- Copa America: 1

Copa América 1983